# 그녀의 앵무새
《그녀의 앵무새》는 매주 화요일 금계수가 다음 웹툰에서 연재하는 웹툰이다.